# کاری کتونن
کاری کتونن (فنلاندی: Kari Ketonen؛ زادهٔ ۱۶ اوت ۱۹۷۱) بازیگر، فیلم‌نامه‌نویس و کارگردان فیلم اهل فنلاند است. او در سال ۲۰۱۴ در برنامه تلویزیونی کمدی پوتوس نقش رئیس جمهور روسیه ولادیمیر پوتین را بازی کرد.
از فیلم‌ها یا برنامه‌های تلویزیونی که وی در آن نقش داشته است می‌توان به آسمان آهنی: ظهور یک نژاد اشاره کرد.